# Кубок Румунії з футболу 2010—2011
Кубок Румунії з футболу 2010—2011 — 73-й розіграш кубкового футбольного турніру в Румунії. Титул здобув Стяуа.

## Календар
| Раунд           | Дата                           | Матчі | Клуби     |
| --------------- | ------------------------------ | ----- | --------- |
| Перший раунд    | 17-20 липня 2010               | 58    | 204 → 146 |
| Другий раунд    | 31 липня - 7 серпня 2010       | 48    | 146 → 98  |
| Третій раунд    | 11-12 серпня 2010              | 24    | 98 → 74   |
| Четвертий раунд | 24-31 серпня 2010              | 28    | 74 → 46   |
| П'ятий раунд    | 7-8 вересня 2010               | 14    | 46 → 32   |
| 1/16 фіналу     | 21-23 вересня 2010             | 16    | 32 → 16   |
| 1/8 фіналу      | 26-28 жовтня 2010              | 8     | 16 → 8    |
| 1/4 фіналу      | 10-11 листопада 2010           | 4     | 8 → 4     |
| 1/2 фіналу      | 20-21 квітня/11-12 травня 2011 | 4     | 4 → 2     |
| Фінал           | 25 травня 2011                 | 1     | 2 → 1     |

## 1/16 фіналу
| Команда 1                   | Рахунок      | Команда 2               |
| --------------------------- | ------------ | ----------------------- |
| 21 вересня 2010             |              |                         |
| Воїнця (Сібіу) (2)          | 3:1 дч       | Газ Метан (Медіаш)      |
| Університатя (Клуж-Напока)  | 1:0          | Вікторія (Бренешть)     |
| АЦУ Арад (2)                | 0:1 дч       | ЧФР (Клуж-Напока)       |
| Університатя (Крайова)      | 5:0          | Мінерул (Лупені) (2)    |
| Рапід (Бухарест)            | 5:0          | Петролул (2)            |
| 22 вересня 2010             |              |                         |
| Ювентус (Бухарест) (2)      | 1:3          | Тімішоара               |
| Уніря (Урзічень)            | 1:0          | Дельта (Тулча) (2)      |
| Алро (Слатіна) (2)          | 0:0 пен. 4:3 | Васлуй                  |
| Спортул Студенцеск          | 3:1          | Отопень (2)             |
| Сілванія (2)                | 0:1          | Тиргу-Муреш             |
| Глорія                      | 3:0          | Астра-2 (2)             |
| Пандурій                    | 3:2          | Віторул (Констанца) (2) |
| Динамо (Бухарест)           | 2:0          | Чахлеул (2)             |
| 23 вересня 2010             |              |                         |
| Хімія (Бразі) (3)           | 0:1          | Брашов                  |
| Астра                       | 2:1          | Оцелул                  |
| Газ-Метан ЧФР (Крайова) (2) | 0:1          | Стяуа                   |

## 1/8 фіналу
| Команда 1         | Рахунок      | Команда 2                  |
| ----------------- | ------------ | -------------------------- |
| 26 жовтня 2010    |              |                            |
| Брашов            | 2:1          | Університатя (Клуж-Напока) |
| Тімішоара         | 1:1 пен. 4:3 | Воїнця (Сібіу) (2)         |
| Динамо (Бухарест) | 3:1          | Алро (Слатіна) (2)         |
| 27 жовтня 2010    |              |                            |
| Глорія            | 1:0          | Уніря (Урзічень)           |
| ЧФР (Клуж-Напока) | 2:0          | Тиргу-Муреш                |
| Стяуа             | 1:1 пен. 3:1 | Спортул Студенцеск         |
| 28 жовтня 2010    |              |                            |
| Пандурій          | 0:2          | Університатя (Крайова)     |
| Астра             | 0:2 дч       | Рапід (Бухарест)           |

## 1/4 фіналу
| Команда 1         | Рахунок      | Команда 2              |
| ----------------- | ------------ | ---------------------- |
| 10 листопада 2010 |              |                        |
| Брашов            | 1:0          | Тімішоара              |
| Динамо (Бухарест) | 1:1 пен. 3:1 | Університатя (Крайова) |
| 11 листопада 2010 |              |                        |
| ЧФР (Клуж-Напока) | 0:1          | Глорія                 |
| Рапід (Бухарест)  | 0:1          | Стяуа                  |

## 1/2 фіналу
| Команда 1                | Заг.    | Команда 2         | 1-й матч | 2-й матч |
| ------------------------ | ------- | ----------------- | -------- | -------- |
| 20 квітня/12 травня 2011 |         |                   |          |          |
| Глорія                   | 1:7     | Динамо (Бухарест) | 0:2      | 1:5      |
| 21 квітня/11 травня 2011 |         |                   |          |          |
| Стяуа                    | 1:1 (ч) | Брашов            | 0:0      | 1:1      |

## Фінал
| 25 травня 2011 21:15 (EEST) |

| Динамо (Бухарест) | 1:2      | Стяуа                      |
| ----------------- | -------- | -------------------------- |
| Торже 33'         | Протокол | Діке 24' Бербояну 50' (аг) |

| Сільвіу Плоштяну, Брашов Глядачів: 7 500 Арбітр: Маріус Аврам |